# DTH
DTH é a abreviatura do termo inglês direct to home (ou seja, direto para casa). O termo refere-se a uma modalidade de transmissão de televisão digital via satélite, aos canais de televisão que são transmitidos via satélite voltados para os telespectadores finais (em oposição à transmissão de feeds da cabeça de rede de televisão voltados para as afiliadas de televisão locais) nos mesmos formatos que a TDT (Televisão Digital Terrestre) ou a uma empresa que fornece o serviço e pode incluir serviços semelhantes (acesso internet, email, VoD, etc.).

## Em Portugal

### Televisão aberta
Em Portugal o território continental está genéricamente coberto com Televisão Digital Terrestre, para canais de sinal aberto, existindo no entanto algumas àreas restritas cuja cobertura é deficiente, técnicamente difícil ou económicamente inviável, sendo nesses locais usado o sistema DTH via satélite (Chamado comercialmente TDT Complementar).
Os equipamentos para recepção da DTH são diferentes dos necessários para a TDT, já que incluem uma antena de satélite, receptor de sinal satélite e descodificador DTH (o qual exige geralmente um smartcard de descodificação) para recepção via satélite.
Todas as funcionalidades presentes na TDT, podem estar igualmente disponíveis na DTH via satélite, nomeadamente os guias de programação, informação complementar sobre programas ou barras de programação.

### Televisão por assinatura
Alguns exemplos de operadoras de TV por assinatura são a MEO e a NOS.

## No Brasil

### Televisão aberta
A televisão aberta via satélite ainda não é regulamentada no Brasil, apesar de ter tido esforços para regulamentá-la em 1991.
A maioria das emissoras de televisão transmite os sinais delas de forma não codificada em sinal aberto, como a RedeTV! e a TV Cultura, mas algumas delas, como a Rede Globo e o SBT, não concordam com essa posição, pois essa modalidade de transmissão sem um sistema de acesso condicionado (CAS) prejudicaria as próprias afiliadas das redes de televisão por conta da potencial fuga de telespectadores das afiliadas regionais e a perda de receita da publicidade regional. Diante da ausência de regulamentação da televisão aberta via satélite, em março de 2010, a Rede Globo criou o sistema TV Digital Rural para atender as residências onde a TV aberta terrestre não chega, ou seja, fora das cidades e das concentrações urbanas. Na fase inicial, a TVDR cobriu somente as áreas rurais do Rio de Janeiro. Os receptores do sistema TVDR têm sistema de acesso condicional e GPS para aplicar o bloqueio geográfico principalmente por motivos de direitos autorais, licenciamento e para não prejudicar as próprias afiliadas da rede de televisão.
Em 4 de novembro, entrou no ar o sucessor do sistema TV Digital Rural, o sistema SAT HD Regional, uma parceria de afiliadas da Rede Globo com uma companhia de eletrônicos especializada em receptores de antenas parabólicas. Inicialmente a programação regionalizada foi ao ar apenas nas cidades atendidas pela RPC TV Curitiba, com previsão de expansão para as localidades rurais mais afastadas dos sinais terrestres. Em 2022, o sistema SAT HD Regional passou a operar na banda Ku, pois a rede móvel 5G interfere em imagens e sons de receptores parabólicos da banda C. Cerca de 20 milhões de pessoas precisariam trocar os aparelhos. Cerca de metade dos usuários terão que pagar pelos novos equipamentos que suportarão a Banda Ku, já que a frequência atual destas antenas (a Banda C) será descontinuada em todo o país a partir de 31 de dezembro de 2025. Outras 10 milhões de pessoas, podem receber os equipamentos gratuitamente através de um consórcio formado por Claro, TIM e Vivo em ate 90 dias após a implementação da rede nos municípios.
Em 2023, a Sky Brasil criou o sistema Nova Parabólica, segundo a empresa, para ajudar na migração do sinal de TV aberta e gratuita, por meio de antenas parabólicas, da banda C de satélite para a banda Ku.
Também em 2023, o Ministério das Comunicações (MCom) iniciou o processo para elaborar a regulamentação para a TV aberta via satélite no Brasil, que será conhecida futuramente como RTVSat.

### Televisão por assinatura
Alguns exemplos de operadoras de TV por assinatura são a Oi TV, a Vivo TV, a SKY, a Tecsat, a Claro TV, a Algar TV, a Nossa TV e outros.

## Funcionamento
Existem cinco componentes principais envolvidos com um sistema DTH:
- fontes de programação: são os canais que fornecem a programação para transmissão; o fornecedor não cria a própria programação original, ele paga outras empresas (a HBO, por exemplo, ou a ESPN) pelos direitos de transmitir o conteúdo via satélite; desse modo, o fornecedor é um tipo de intermediário entre você e as verdadeiras fontes de programação; empresas de TV a cabo funcionam no mesmo princípio;
- central de transmissão: é o centro do sistema; na central de transmissão, o fornecedor da TV recebe sinais de várias fontes de programação e emite um sinal de transmissão para os satélites;
- satélites: eles recebem os sinais da estação transmissora e os retransmite para o planeta;
- antena: ela coleta o sinal do satélite (ou de múltiplos satélites) e passa-o para o receptor da casa do telespectador;
- receptor: ele processa o sinal e passa-o para uma TV padrão.[22]